# Bleyer György
Bleyer György (Temesvár, 1907. január 21. – Düsseldorf, 1970. augusztus 18.) magyar művészettörténész, építészettörténész.

## Életútja
Középiskolát szülővárosában végzett, műépítészeti tanulmányait Stuttgartban és Zürichben folytatta, ahol mint diák a német kommunista mozgalomban vett részt, s Gaál Gábor révén kapcsolatba került Moholy-Nagy Lászlóval. Előbb Temesvárt nyitott magán tervezőirodát, majd 1950-től bukaresti tervezőintézeteknél dolgozott.

## Munkássága
Városrendészeti és művészettörténeti cikkeivel a Korunkban már az 1930-as években jelentkezett, gyakorlati munkapályáján felgyűlt tapasztalatait azonban csak az 1960-as években kezdte szaktanulmányokba foglalni. Temesvárról írt urbanisztikai monográfiája kéziratban maradt, Gyulafehérvárról készített építészettörténeti jegyzeteiből egy részlet jelent meg (Korunk, 1968/11), kéziratban maradt Ada Kaleh monográfiája is. A brassói várrendszer kialakulásáról és fejlődéséről szóló tanulmányát hat folytatásban közölte az Új Idő (1969). Az ötvenéves Bauhaus c. tanulmánya (Korunk, 1969/5) történeti visszapillantásában kitért a Korunk és a Bauhaus-mozgalom közvetlen kapcsolatára. Munkái: Locuințele oamenilor muncii de-alungul timpurilor (1957); Az építészeti tér lényegéről (Budapest, 1969).